# Тваліві
Тваліві (груз. თვალივი) — село в Грузії.
За даними перепису населення 2014 року в селі проживає 59 осіб.